# Tam (Niger)
Tam ist ein Dorf in der Stadtgemeinde Maïné-Soroa in Niger.

## Geographie
Das von einem traditionellen Ortsvorsteher (chef traditionnel) geleitete Dorf liegt rund 14 Kilometer südöstlich des urbanen Zentrums von Maïné-Soroa, das zum gleichnamigen Departement Maïné-Soroa in der Region Diffa gehört. Es befindet sich etwa drei Kilometer nördlich der vom Fluss Komadougou Yobé gebildeten Staatsgrenze zu Nigeria. Ein Walou Minam genannter Altarm des Flusses bei Tam wird bei entsprechend hoher Wasserführung temporär mit dem Fluss verbunden.
Die Siedlung ist Teil der 860.000 Hektar großen Important Bird Area des Graslands und der Feuchtgebiete von Diffa. Zu den in der Zone beobachteten Vogelarten zählen Arabientrappen, Beaudouin-Schlangenadler, Braunrücken-Goldsperlinge, Fuchsfalken, Nordafrikanische Lachtauben, Nubiertrappen, Prachtnachtschwalben, Purpurglanzstare, Rothalsfalken, Sperbergeier und Wüstenspechte als ständige Bewohner sowie Rötelfalken, Steppenweihen und Uferschnepfen als Wintergäste.

## Geschichte
Das Dorf war von der Dürre in Niger 2010 betroffen. Während üblicherweise zwei bis drei Ernten jährlich durchgeführt wurden, mussten viele Anbauflächen wegen Wassermangels bereits nach einer Ernte aufgegeben werden.
Die aus Nigeria stammende Terrororganisation Islamischer Staat, Westafrika-Provinz, rekrutierte in Tam von 2014 bis 2015 mehr als 400 Personen. Nach der Androhung eines unmittelbar bevorstehenden Angriffs auf das Dorf im Herbst 2015 flüchtete die Bevölkerung Richtung Norden. Die Hilfsorganisation Ärzte ohne Grenzen betrieb ab 2017 ein Büro in Maïné-Soroa, das sie 2019 nach einer Attacke unbekannter Angreifer aufgeben musste. Zu den Aktivitäten von Ärzte ohne Grenzen hatten mobile Kliniken in Tam und weiteren Dörfern gehört.

## Bevölkerung
Bei der Volkszählung 2012 hatte Tam 1704 Einwohner, die in 256 Haushalten lebten. Bei der Volkszählung 2001 betrug die Einwohnerzahl 992 in 172 Haushalten und bei der Volkszählung 1988 belief sich die Einwohnerzahl auf 622 in 155 Haushalten.

## Wirtschaft und Infrastruktur
Tam gehört neben Bosso und Diffa zu den wichtigsten Anlegestellen für die Fischerei am Komadougou Yobé in Niger. Wie in anderen Orten im Süden der Region Diffa wird in Tam Paprika angebaut, der auch nach Nigeria exportiert wird. Mit einem Centre de Santé Intégré (CSI) ist ein Gesundheitszentrum im Dorf vorhanden. Es gibt eine Schule. Das nigrische Unterrichtsministerium richtete 1996 gemeinsam mit dem Welternährungsprogramm der Vereinten Nationen zahlreiche Schulkantinen in von Ernährungsunsicherheit betroffenen Zonen ein, darunter eine für Kinder transhumanter Hirten in Tam.